# Belagerung von Jerusalem (1099)
Nicäa – Doryläum – Antiochia – Jerusalem – Askalon
Die Belagerung Jerusalems im Rahmen des Ersten Kreuzzugs fand vom 7. Juni bis 15. Juli 1099 statt.

## Hintergrund

### Jerusalem vor Ankunft der Kreuzfahrer
Jerusalem war im Laufe der Besatzung durch wechselnde islamische Fürstengeschlechter immer wieder verteidigt und erobert worden. Seit der Jahrtausendwende wechselten die Herrscher über Jerusalem häufiger und die Lage für Juden und Christen in Jerusalem wechselte zwischen repressiver Tolerierung, massiver Diskriminierung und tödlicher Verfolgung. So wurde am 18. Oktober 1009 unter dem fatimidischen Kalifen al-Hakim die Grabeskirche in Jerusalem, das wichtigste Heiligtum der Christenheit, zerstört. Christliche Pilger aus Europa gerieten immer wieder zwischen die Fronten dieser innerislamischen Kriege. Auch die zugewanderte islamische Bevölkerung wurde bei den vielen wechselnden Eroberungen durch islamische Heere immer wieder Opfer von Massakern durch ihre islamischen Glaubensbrüder.
Weniger als ein Jahr vor der Ankunft der Kreuzfahrer vor Jerusalem war die bis dahin von den sunnitischen Seldschuken unter Sökmen und Ilghazi beherrschte Stadt nach sechswöchiger Belagerung am 29. August 1098 von den schiitischen Fatimiden unter al-Afdal Schahanschah erobert worden. Beim Fall der Stadt sollen in einer einzigen Nacht über 3000 sunnitische Muslime, Juden und Christen von den fatimidischen Eroberern getötet worden sein.

### Der Erste Kreuzzug
Nach dem Hilferuf des byzantinischen Kaisers Alexios I. Komnenos um militärische Unterstützung gegen die Seldschuken rief Papst Urban II. im Jahr 1095 zu einem Kreuzzug zur Befreiung Jerusalems auf. Nach der erfolgreichen Belagerung Antiochias, die im Juni 1098 mit dem Fall der Stadt endete, blieben die Kreuzfahrer den Rest des Jahres in der Gegend um die Stadt. Der Apostolische Legat Adhemar de Monteil, Bischof von Le Puy-en-Velay, war gestorben und Bohemund von Tarent hatte Antiochia für sich selbst eingefordert. Balduin von Boulogne blieb in Edessa, das ebenfalls 1098 an die Kreuzfahrer gefallen war. Unter den Fürsten gab es einen Dissens über das weitere Vorgehen, Raimund IV. von Toulouse verließ Antiochia, um die Festung Ma'arrat al-Numan zu erobern. Gegen Ende des Jahres drohten die einfachen Ritter und die Fußsoldaten damit, ohne sie nach Jerusalem zu marschieren.

#### Die Belagerung Arqas
Ende Dezember oder Anfang Januar stimmten Robert von der Normandie und Bohemunds Neffe Tankred zu, Raimunds Vasallen zu werden, der reich genug war, sie für ihre Dienste zu bezahlen. Gottfried von Bouillon, der nun Einkünfte aus dem Besitz seines Bruders Balduin in Edessa hatte, verweigerte sich jedoch. Am 5. Januar wurden die Mauern von Ma'arrat geschleift, am 13. Januar begann der Marsch nach Süden, barfuß und in Pilgerkleidung, gefolgt von Robert und Tankred. Auf ihrem Weg entlang der Mittelmeerküste stellte sich ihnen wenig Widerstand entgegen, lokale muslimische Regenten zogen es vor, Frieden zu halten und Nachschub zu liefern. Die Sunniten scheinen darüber hinaus die Regierung durch die Kreuzfahrer der durch die schiitischen Fatimiden vorgezogen zu haben.
Raimund plante, Tripoli für sich selbst zu behalten und einen Staat zu gründen, der dem Bohemunds in Antiochia entsprechen sollte. Zuerst wurde jedoch Arqa in der Nähe belagert. In der Zwischenzeit trafen sich Gottfried und Robert von Flandern, der sich ebenfalls geweigert hatte, Raimunds Vasall zu werden, mit den übrigen Kreuzfahrern in Latakia und begannen ihren Marsch nach Süden im Februar. Bohemund begleitete sie ein Stück, kehrte aber schnell nach Antiochia zurück. Zu dieser Zeit verließ Tankred nach einigen nicht näher bekannten Reibereien Raimunds Dienste und schloss sich Gottfried an. Eine weitere Truppe, wenn auch mit Gottfried verbunden, wurde von Gaston IV. von Béarn geführt.
Gottfried, Robert, Tankred und Gaston erreichten Arqa im März, wo die Belagerung noch stattfand. Die Situation war angespannt, nicht nur unter den militärischen Führern, sondern auch beim Klerus. Seit Adhemars Tod hatte es keinen richtigen Anführer mehr gegeben, und seit dem Fund einer Heiligen Lanze durch Peter Bartholomäus in Antiochia gab es Klagen über Betrug unter den verschiedenen klerikalen Fraktionen. Im April forderte Arnulf von Chocques Peter zu einer Feuerprobe auf, der sich Peter unterzog und an deren Folgen er zwölf Tage später starb, so dass diese Heilige Lanze als Fälschung angesehen wurde.

## Die Belagerung Jerusalems

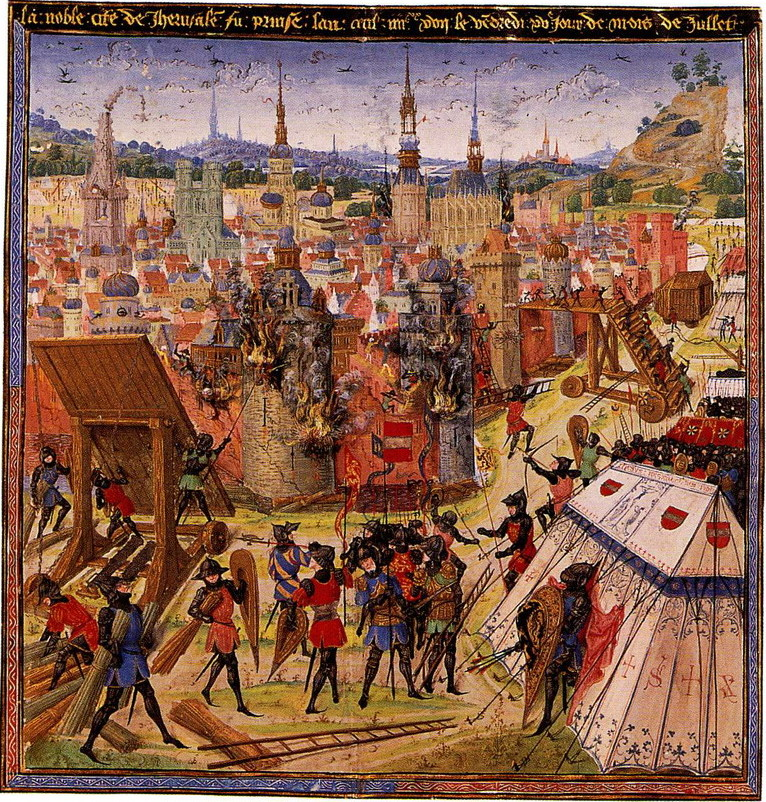
Mittelalterliche Darstellung der Belagerung

Die Belagerung Arqas wurde am 13. Mai erfolglos abgebrochen. Die Fatimiden hatten versucht, unter der Bedingung, dass der Marsch auf Jerusalem unterbleibe, Frieden zu schließen, was aber ignoriert wurde, war doch Jerusalem das eigentliche Ziel; der fatimidische Statthalter in Jerusalem verstand offenbar nicht, weshalb die Kreuzfahrer überhaupt im Land waren. Am 13. Mai kamen die Kreuzfahrer nach Tripoli, dessen Regent sie mit Geld und Pferden unterstützte. Nach der anonymen Chronik Gesta Francorum schwor er auch, zum Christentum überzutreten, falls die Kreuzfahrer Jerusalem seinen fatimidischen Feinden abnehmen würden. Im weiteren Vormarsch passierten die Kreuzfahrer Beirut am 19. Mai, Tyrus am 23. Mai, und wandten sich bei Jaffa ins Landesinnere. Sie erreichten Ramlah am 3. Juni, das bereits von seinen Einwohnern aufgegeben worden war. Das Bistum Ramlah-Lydda wurde eingerichtet, bevor sie nach Jerusalem weiterzogen. Am 6. Juni schickte Gottfried Tankred und Gaston aus, um Bethlehem zu erobern, wo Tankred sein Banner auf die Geburtskirche pflanzte. Am 7. Juni erreichten die Kreuzfahrer Jerusalem.
Wie bei Antiochia begannen die Kreuzfahrer mit einer Belagerung, unter der sie aufgrund des Mangels an Nahrungsmitteln und Wasser in der Umgebung selbst wohl stärker litten als die Bewohner der Stadt. Jerusalem war auf die Belagerung gut vorbereitet, die meisten christlichen Bewohner hatte der Statthalter aus der Stadt getrieben. Von den etwa 7000 Rittern, die den Kreuzzug begonnen hatten, waren nur noch 1.500 geblieben, darüber hinaus 12.000 gesunde Fußsoldaten (von etwa 20.000). Gottfried, Robert von Flandern und Robert von der Normandie (der Raimund jetzt auch verlassen hatte, um sich Gottfried anzuschließen) belagerten die nördlichen Mauern bis zum Davidsturm hinunter, während Raimund sein Lager an der Westseite aufschlug, vom Davidsturm bis zum Berg Zion. Ein Sturmangriff am 13. Juni wurde ein Fehlschlag. Ohne Wasser und Nahrung wussten die Kreuzfahrer, dass die Zeit gegen sie lief. Zufälligerweise erreichten kurz nach dem Angriff einige christliche Schiffe den Hafen von Jaffa, so dass die Kreuzfahrer sich für eine kurze Zeit versorgen konnten. Sie begannen, aus Samaria Holz herbeizuschaffen, um Belagerungsmaschinen zu bauen. Ende Juni erreichte sie die Nachricht, dass ein fatimidisches Heer aus Ägypten heranmarschierte.

### Die barfüßige Prozession
Angesicht eines anscheinend unmöglichen Ziels wurde ihre Moral gehoben, als ein Priester namens Peter Desiderius von einer göttlichen Vision mit dem Geist Adhemars sprach, der sie angewiesen habe, drei Tage zu fasten und danach barfuß um die Stadtmauern zu marschieren, wonach die Stadt – dem biblischen Beispiel Josuas bei der Belagerung Jerichos folgend – innerhalb von neun Tagen fallen werde. Obwohl bereits hungernd, fasteten sie und begannen am 8. Juli ihren Umzug, bei dem der Klerus Trompeten blies und Psalmen sang, und bei dem sie von den Verteidigern der Stadt die ganze Zeit über verspottet wurden. Der Umzug hielt am Ölberg, wo Peter der Einsiedler, Arnulf von Chocques und Raimund von Aguilers Predigten hielten.

### Der Sturm und das Massaker
Während der Belagerung wurden die Mauern immer wieder angegriffen, jeder Angriff wurde zurückgeschlagen. Mittlerweile waren aber die Belagerungsmaschinen fertig gestellt und konnten in der Nacht des 14. Juli zur großen Überraschung und Besorgnis der Garnison an die Mauern geschoben werden. Am nächsten Morgen erreichte Gottfrieds Turm seinen Mauerabschnitt nahe dem nordöstlichen Ecktor, ein flämischer Ritter namens Lethold war nach den Gesta Francorum der erste, der in die Stadt eindrang. Ihm folgten Gottfried, sein Bruder Eustach, Tankred und ihre Männer. Raimunds Turm wurde von einem Graben aufgehalten, aber als die anderen Kreuzfahrer bereits in die Stadt strömten, ergab sich ihm die muslimische Wache des Tors.
Nachdem die Kreuzfahrer die äußeren Mauern überwunden hatten und in die Stadt eingedrungen waren, wurde nach neuesten Erkenntnissen ca. 3000 Einwohner im Laufe des Nachmittags, des Abends und des nächsten Morgens getötet – Muslime und Juden ohne Unterschied. Die in der Vergangenheit verwendeten Quellen zu den Folgen der Eroberung für die Einwohner Jerusalems werden in der neueren Forschung allerdings in Zweifel gezogen. Einerseits bauen die meisten christlichen Quellen auf der Gesta Francorum auf, die jedoch nicht als Augenzeugenbericht, sondern als ein mittelalterliches Epos im Stile des Rolandslieds zu sehen ist. Andererseits wurden die ersten moslemischen Quellen erst ab den 1150er Jahren und damit Jahrzehnte nach der Eroberung Jerusalems erstellt. Daher ist auch die historische Akkuranz der von blutrünstiger Brutalität strotzenden Darstellungen der Einnahme Jerusalems zweifelhaft. Vielfach ist die Übertreibung offensichtlich, etwa wenn in der Gesta Francorum vom Gemetzel an Muslimen in der Al-Aqsa-Moschee berichtet wird, „das ... so groß war, dass unsere Männer in Blut bis zu ihren Knöcheln wateten“. Nach der noch drastischeren Darstellung bei Raimund von Aguilers (der die Gesta als Ausgangstext benutzte) „ritten die Männer in Blut bis zu ihren Knien und ihrem Zaumzeug hinauf“. Dies ist als figurative Anlehnung an Offb 14,20  zu sehen; Raimund verwendet sogar die wortwörtliche Formulierung  lateinisch „usque ad frenos equorum“ aus der Vulgata-Bibel. Wilhelm von Tyrus, der jedoch kein Augenzeuge war und seine Chronica erst ab 1170 erstellte, berichtet:

„Schauerlich war es anzusehen, wie überall Erschlagene umherlagen und Teile von menschlichen Gliedern, und wie der Boden mit dem vergossenen Blut ganz überdeckt war. Und nicht nur die verstümmelten Leichname und die abgeschnittenen Köpfe waren ein furchtbarer Anblick, den größten Schauder mußte das erregen, daß die Sieger selbst von Kopf bis Fuß mit Blut bedeckt waren. Im Umfang des Tempels sollen an die zehntausend Feinde umgekommen sein, wobei also die, welche da und dort in der Stadt niedergemacht wurden und deren Leichen in den Straßen und auf den Plätzen umherlagen, noch nicht mitgerechnet sind, denn die Zahl dieser soll nicht geringer gewesen sein. Der übrige Teil des Heeres zerstreute sich in der Stadt und zog die, welche sich in engen und verborgenen Gassen, um dem Tode zu entkommen, verborgen hatten, wie das Vieh hervor und stieß sie nieder. Andere taten sich in Scharen zusammen und gingen in die Häuser, wo sie die Familienväter mit Weibern und Kindern und dem ganzen Gesinde herausrissen und entweder mit den Schwertern durchbohrten oder von den Dächern hinabstürzten, daß sie sich den Hals brachen.“

Solche Schilderungen orientierten sich an alttestamentlichen Berichten wie dem über die Eroberung Jerichos durch die Israeliten unter Josua, bei dem nach Jos 6  an allen Bewohnern der Stadt der Bann vollzogen wurde, das heißt, dass sie erschlagen wurden.
Tankred beanspruchte das Tempelviertel für sich und bot einigen Muslimen dort seinen Schutz an, konnte aber nicht verhindern, dass sie durch seine Mitkreuzfahrer getötet wurden. Der fatimidische Statthalter zog sich in den Davidsturm zurück, den er bald gegen freien Abzug für sich und seine Leibwache nach Askalon Raimund übergab.
In den arabischen Quellen schwanken die Zahlen zwischen 30.000 Getöteten nach einer anonymen syrischen Chronik und 70.000 bei dem Chronisten Ibn al-Atir. Auch christliche zeitgenössische Angaben gingen von 10.000 Toten aus. 
Die Zahlen werden in der Forschung weiterhin diskutiert. Allgemein wird davon ausgegangen, dass im Mittelalter die Vorstellung von der Brutalität der Kreuzfahrer auf beiden Seiten des Konflikts ein Gegenstand interessegeleiteter Darstellung gewesen ist. Generell neigen mittelalterliche Chronisten bei geschätzten Zahlenangaben über Truppenstärken und Verluste zu erheblichen Übertreibungen.
- Conor Kostick hält 40.000 Opfer für möglich, wenn neben den Einwohnern auch viele Muslime und Juden aus dem Umland dort Zuflucht gesucht haben.[8][9]
- Auf Basis einer hebräischen Quelle geht Thomas Asbridge von 3.000 Opfern bei der Einnahme Jerusalems aus, bei der auch viele Gefangene gemacht wurden.[10]
- Peter Thorau argumentiert, dass zwar die Einwohnerzahl Jerusalems im Jahr 1099 unklar ist, es aber nahezu ausgeschlossen sei, dass die Stadt eine solch hohe Bevölkerungszahl hatte, wie in den mittelalterlichen Quellen angegeben.
- Die in der Geniza der Ben-Esra-Synagoge in Kairo 1890 entdeckten zeitgenössischen jüdischen Handschriften belegen, dass zumindest einige Juden das Massaker überlebten und aus Jerusalem entkamen.[11]

## Folgen

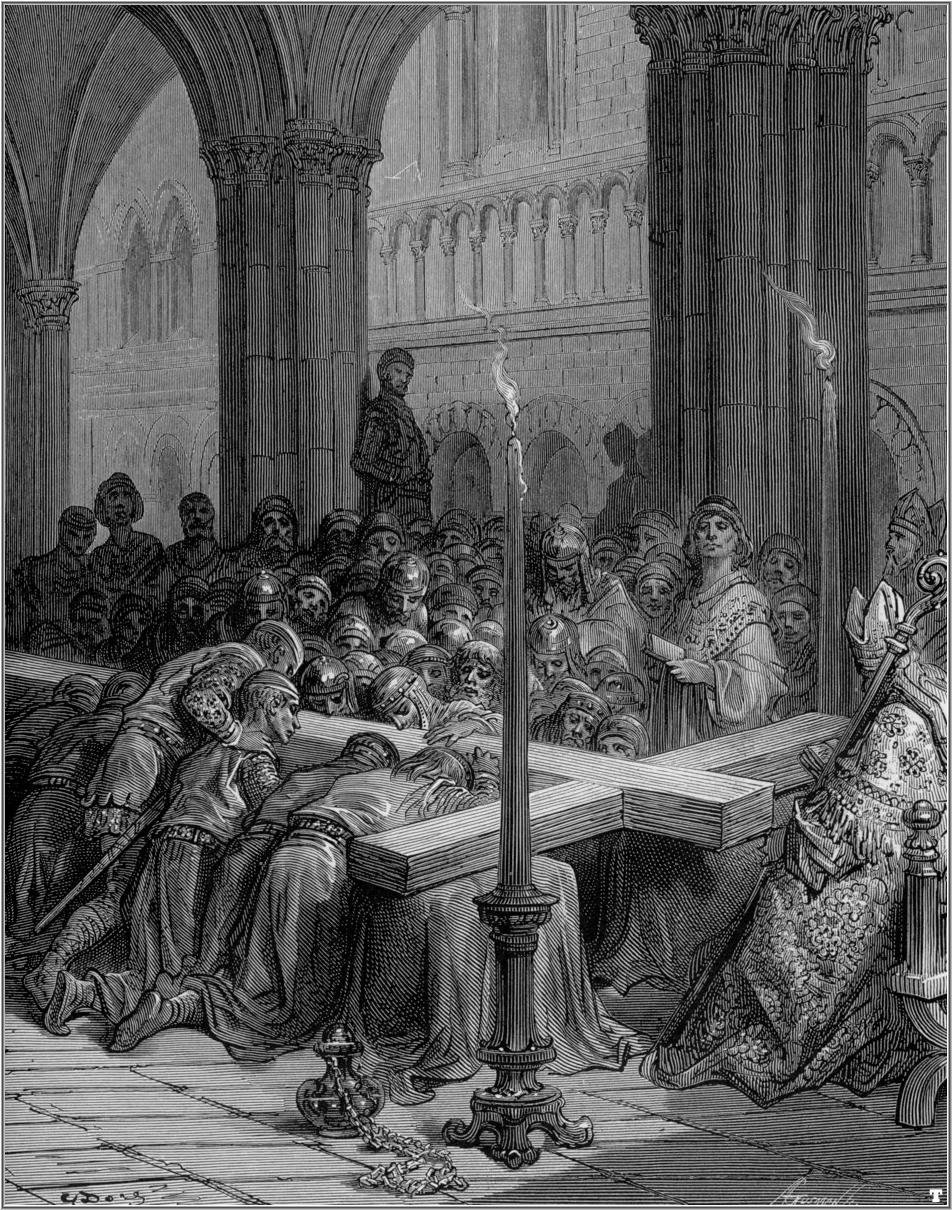
Die Entdeckung des Heiligen Kreuzes; Grafik von Gustave Doré

Nach der Eroberung übernahm Gottfried von Bouillon am 22. Juli als Princeps die Herrschaft über Jerusalem, nachdem zuvor Raimund die ihm zuerst angetragene Königskrone mit der Begründung abgelehnt hatte, er wolle in der Stadt, in der Jesus Christus die Dornenkrone getragen hatte, keine Königskrone tragen. Nachdem Raimund auch den Davidsturm übergeben und die Stadt verlassen hatte, wurde Arnulf von Chocques, den Raimund wegen seiner Unterstützung für Peter Bartholomäus abgelehnt hatte, am 1. August zum ersten Lateinischen Patriarchen gewählt (der orthodoxe Patriarch befand sich damals im Exil). Am 5. August entdeckte Arnulf, nachdem er einige der zurückgekehrten Verbannten befragt hatte, die „Wahre Kreuzreliquie“.
Am 12. August führte Gottfried eine Armee, das Heilige Kreuz in der Vorhut, in die Schlacht von Askalon gegen die Fatimiden. Die Kreuzfahrer waren erfolgreich, aber nach dem Sieg war die Mehrheit von ihnen der Ansicht, ihr Kreuzzugsgelübde erfüllt zu haben, so dass alle bis auf einige hundert Ritter nach Hause zurückkehrten. Dennoch machte der Sieg den Weg frei für die Errichtung des Königreichs Jerusalem.

## Literarische und musikalische Adaptionen
- Die Belagerung und Einnahme Jerusalems durch die Kreuzritter ist Thema von Giuseppe Verdis 1843 uraufgeführter Oper I Lombardi alla prima crociata auf ein Libretto von Temistocle Solera. Auch Verdis Zweitfassung der Oper unter dem Titel Jérusalem behandelt dieses Thema.
- Georg Friedrich Händels erste Oper für London Rinaldo (1711) behandelt ebenso die Belagerung und Einnahme der Stadt durch Gottfried von Bouillon. Das Libretto stammt von Giacomo Rossi nach Vorlagen von Aaron Hill und letztlich Torquato Tasso.
- Oratorium Die Befreyung von Jerusalem (1813) von Maximilian Stadler, Text von Heinrich und Matthäus von Collin[12]